# チャドの大統領一覧
チャドの大統領（チャドのだいとうりょう、フランス語: Président de la République du Tchad、アラビア語: رئيس جمهورية تشاد）は、チャド共和国の元首たる大統領である。

## 概要
チャドではこれまでにたびたびクーデター等の政治危機が起こっており、大統領以外の役職の者が元首となるケースも少なくないため、ここではそれらも含めて記述した。イタリック体の日付は、職務として事実上継続していることを示している。

## 大統領の一覧
| 代  | 大統領                                                 | 大統領                        | 所属政党                                     | 期                             | 在任期間                         | 在任期間                                     | 備考                              |
| --- | ------------------------------------------------------ | ----------------------------- | -------------------------------------------- | ------------------------------ | -------------------------------- | -------------------------------------------- | --------------------------------- |
| 0－ | フランソワ・トンバルバイ François Tombalbaye           |                               | チャド進歩党 （PTT）                         | －                             | 1960年8月11日 - 1962年4月23日    | 1年 + 255日                                  | 国家元首                          |
| 01  | フランソワ・トンバルバイ François Tombalbaye           | 1                             | チャド進歩党 （PTT）                         | 1962年4月23日 - 1969年         | 12年 + 355日 （計 14年 + 245日） |                                              |                                   |
| 01  | フランソワ・トンバルバイ François Tombalbaye           | 2                             | チャド進歩党 （PTT）                         | 1969年 - 1973年8月30日         | 12年 + 355日 （計 14年 + 245日） |                                              |                                   |
| (1) | ンガルタ・トンバルバイ Ngarta Tombalbaye               | 2                             | 国家文化社会革命運動                         | 1973年8月30日 - 1975年4月13日  | 12年 + 355日 （計 14年 + 245日） | 改名 在任中に死去                            |                                   |
| 0－ | ノエル・オディンガ Noël Milarew Odingar                |                               | 無所属 （軍人）                              | －                             | 1975年4月13日 - 1975年4月15日    | 2日                                          | 元首代行 （暫定大統領）           |
| 02  | フェリックス・マルーム Félix Malloum Ngakoutou Bey-Ndi |                               | 無所属 （軍人）                              | 3                              | 1975年4月15日 - 1975年5月12日    | 27日                                         | 元首 （最高軍事評議会議長）       |
| (2) | フェリックス・マルーム Félix Malloum Ngakoutou Bey-Ndi | 1975年5月12日 - 1978年8月29日 | 無所属 （軍人）                              | 3                              | 3年 + 109日                      | 国家元首                                     |                                   |
| (2) | フェリックス・マルーム Félix Malloum Ngakoutou Bey-Ndi | 4                             | 無所属 （軍人）                              | 1978年8月29日 - 1979年3月23日  | 206日 （計 3年 + 315日）         | 辞任                                         |                                   |
| 03  | グクーニ・ウェディ Goukouni Oueddei                    |                               | チャド民族解放戦線 ・人民軍 （FROLINAT-FAP） | 5                              | 1979年3月23日 - 1979年4月29日    | 37日                                         | 元首 （国家臨時評議会議長）       |
| 04  | ロル・モハメド・シャワ Lol Mahamat Choua               |                               | チャド開放のための大衆運動 （MPLT）          | 6                              | 1979年4月29日 - 1979年9月3日     | 127日                                        | 元首 （国家暫定統一政府大統領）   |
| 0－ | グクーニ・ウェディ Goukouni Oueddei                    |                               | チャド民族解放戦線 ・人民軍 （FROLINAT-FAP） | －                             | 1979年9月3日 - 1979年11月10日    | 68日                                         | 元首代行 （臨時行政委員会議長）   |
| 05  | グクーニ・ウェディ Goukouni Oueddei                    | 7                             | チャド民族解放戦線 ・人民軍 （FROLINAT-FAP） | 1979年11月10日 - 1982年6月7日  | 2年 + 209日                      | 元首 （国家暫定統一政府大統領） 在任中に逃亡 |                                   |
| 06  | イッセン・ハブレ Hissène Habré                         |                               | 北部軍 （FAN）                               | －                             | 1982年6月7日 - 1982年6月19日     | 12日                                         | 元首代行 （北部軍指導評議会議長） |
| (6) | イッセン・ハブレ Hissène Habré                         | 8                             | 北部軍 （FAN）                               | 1982年6月19日 - 1982年10月21日 | 124日                            | 元首 （国家評議会議長）                      |                                   |
| (6) | イッセン・ハブレ Hissène Habré                         | 8                             | 北部軍 （FAN）                               | 1982年10月21日 - 1984年6月24日 | 8年 + 41日                       |                                              |                                   |
| (6) | イッセン・ハブレ Hissène Habré                         | 8                             | 独立と革命のための国民同盟 （UNIR）          | 1984年6月24日 - 1989年         | 8年 + 41日                       | 新党結成                                     |                                   |
| (6) | イッセン・ハブレ Hissène Habré                         | 9                             | 独立と革命のための国民同盟 （UNIR）          | 1989年 - 1990年12月1日         | 8年 + 41日                       | 在任中に逃亡                                 |                                   |
| 0－ | ジャン・アリング・バウォユー Jean Alingué Bawoyeu      |                               | 民主主義と共和制のための連合 （UDR）         | －                             | 1990年12月1日 - 1990年12月2日    | 1日                                          | 暫定大統領                        |
| 0－ | イドリス・デビ Idriss Déby Itno                        |                               | 愛国救済運動 （MPS）                         | －                             | 1990年12月2日 - 1990年12月4日    | 2日                                          | 暫定大統領                        |
| 07  | イドリス・デビ Idriss Déby Itno                        | 10                            | 愛国救済運動 （MPS）                         | 1990年12月4日 - 1991年3月4日   | 1年 + 39日                       | 国家元首                                     |                                   |
| (7) | イドリス・デビ Idriss Déby Itno                        | 11                            | 愛国救済運動 （MPS）                         | 1991年3月4日 - 1996年8月8日    | 30年 + 47日 （計 30年 + 139日）  |                                              |                                   |
| (7) | イドリス・デビ Idriss Déby Itno                        | 12                            | 愛国救済運動 （MPS）                         | 1996年8月8日 - 2001年8月8日    | 30年 + 47日 （計 30年 + 139日）  |                                              |                                   |
| (7) | イドリス・デビ Idriss Déby Itno                        | 13                            | 愛国救済運動 （MPS）                         | 2001年8月8日 - 2006年8月8日    | 30年 + 47日 （計 30年 + 139日）  |                                              |                                   |
| (7) | イドリス・デビ Idriss Déby Itno                        | 14                            | 愛国救済運動 （MPS）                         | 2006年8月8日 - 2011年8月8日    | 30年 + 47日 （計 30年 + 139日）  |                                              |                                   |
| (7) | イドリス・デビ Idriss Déby Itno                        | 15                            | 愛国救済運動 （MPS）                         | 2011年8月8日 - 2016年8月8日    | 30年 + 47日 （計 30年 + 139日）  |                                              |                                   |
| (7) | イドリス・デビ Idriss Déby Itno                        | 16                            | 愛国救済運動 （MPS）                         | 2016年8月8日 - 2021年4月20日   | 30年 + 47日 （計 30年 + 139日）  | 在任中に死去                                 |                                   |
| 0－ | マハマト・デビ Mahamat ibn Idriss Déby Itno            |                               | 無所属 （軍人）                              | －                             | 2021年4月20日 - 2022年10月10日   | 1年 + 173日                                  | 元首代行 （軍事評議会議長）       |
| 0－ | マハマト・デビ Mahamat ibn Idriss Déby Itno            | －                            | 無所属 （軍人）                              | 2022年10月10日 - 2024年5月23日 | 1年 + 226日                      | 暫定大統領                                   |                                   |
| 08  | マハマト・デビ Mahamat ibn Idriss Déby Itno            | 愛国救済運動 （MPS）          | 17                                           | 2024年5月23日 - （現職）       | 293日 （計 3年 + 326日）         |                                              |                                   |